# Bucephalus elegans
Bucephalus elegans är en plattmaskart. Bucephalus elegans ingår i släktet Bucephalus och familjen Bucephalidae. Inga underarter finns listade i Catalogue of Life.